# Снежков, Василий Николаевич
Васи́лий Никола́евич Снежков (1864 — после 1919) — русский общественный деятель и политик, член IV Государственной думы от Тамбовской губернии.

## Биография
Родился 13 (25) мая 1864 года. Происходил из потомственных дворян Глуховского уезда Черниговской губернии. Его отец Николай Васильевич Снежков, по определению Черниговского дворянского депутатского собрания 17 февраля 1840 года был причислен при его предках со внесением во 2-ю часть дворянской родословной книги и указом Правительствующего Сената от 14 октября 1849 года за № 7641 утверждён в дворянстве. По окончании воспитания в Первом Московском кадетском корпусе вступил в службу прапорщиком 7 августа 1851 года, был произведён в подпоручики 9 сентября 1853 года, в поручики 20 октября 1855 года, а 8 октября 1857 года уволен от службы за ранами с чином штабс-капитана артиллерии. Во время службы за отличие в сражениях он был награждён орденами Св. Владимира 4-й степени с мечами, Св. Анны 3-й степени с мечами и 4-й степени с надписью «за храбрость». С 16 августа 1860 года по 29 марта 1863 года состоял на службе в должности Пронского и Раненбургского городничего. Мать Маргарита Васильевна, урождённая Шишкина, владелица ссела Дубовое Раненбургского уезда Рязанской губернии. 

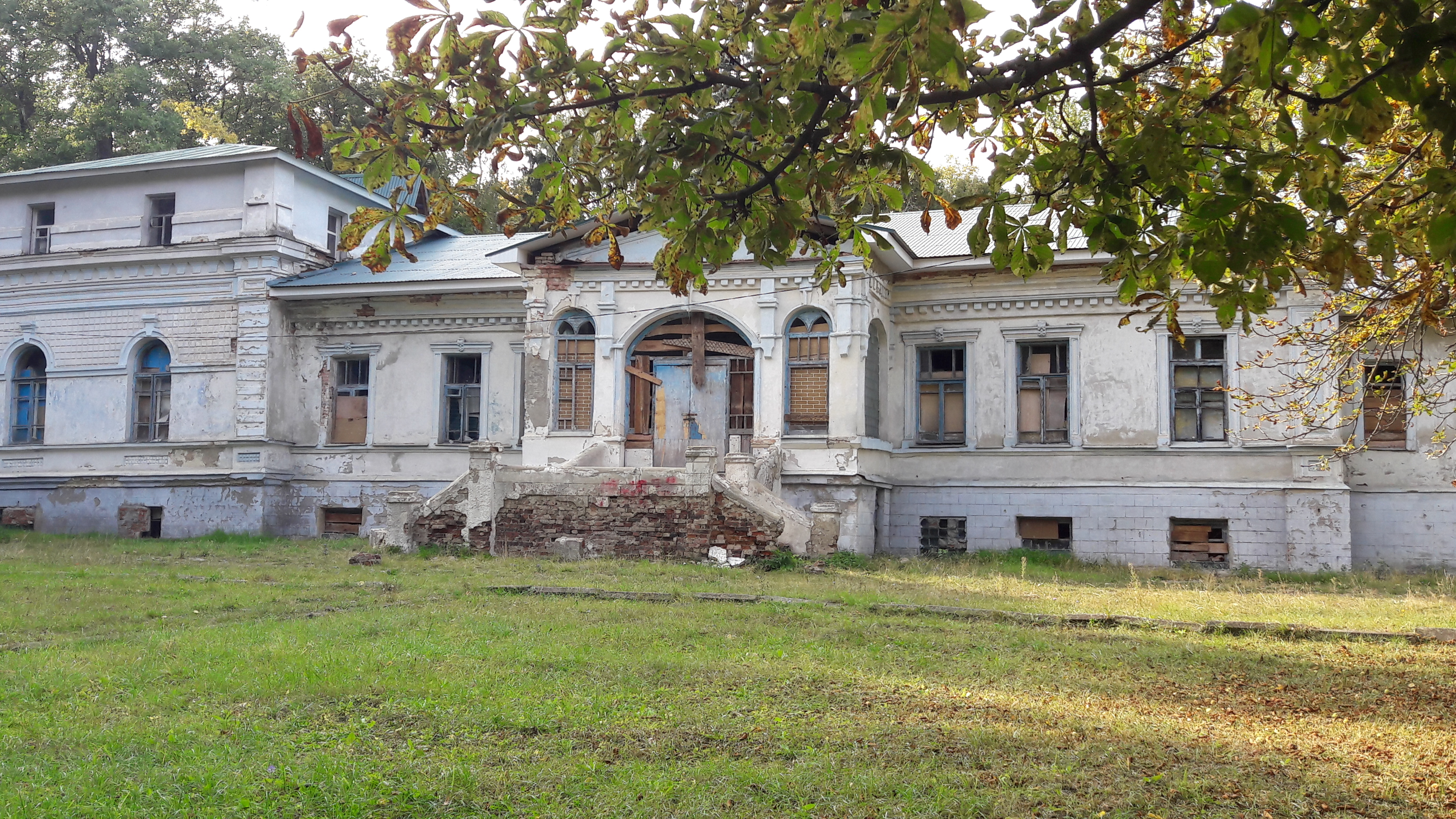
Усадьба Снежкова в Турмасово (2020)

По окончании в 1884 году с золотой медалью Московского коммерческого училища поселился в своем имении и посвятил себя сельскому хозяйству и общественной деятельности. Имел в Козловском уезде 490 десятин земли при селе Турмасове, имел другие владения, в частности, 2 десятины 2000 саженей за 110 рублей приобрёл у Ивана Владимировича Мичурина. Избирался гласным Козловского уездного и Тамбовского губернского земских собраний. Вступил в государственную службу 8 февраля 1891 года, с 27 февраля 1892 года находился в ведомстве министерства внутренних дел: со 2 марта был в должности земского начальника в Козловском уезде и в этой должности составил пособие для волостных судов. Состоял членом Сельскохозяйственного совета при Главноуправляющем землеустройством и земледелием. Дослужился до чина надворного советника. Постановлением Тамбовского депутатского собрания от 25 января 1891 года Василий Николаевич Снежков был внесён во 2-ю часть дворянской родословной книги.
Стал одним из инициаторов объединения землевладельцев Тамбовской губернии с целью увеличения доходности сельского хозяйства и покровительства отечественному земледелию. Участвовал в работе Объединенного дворянства, в 1906—1916 годах принимал участие в съездах уполномоченных дворянских обществ. Был членом Русского собрания и членом-учредителем Филаретовского общества народного образования. Поддерживал политическую программу Столыпина. Опубликовал ряд статей по экономическим и общественно-политическим вопросам. В 1909 году был избран предводителем дворянства Козловского уезда.
Дважды состоял выборщиком в Государственный совет от Тамбовского дворянства.
В 1912 году был избран членом Государственной думы от Тамбовской губернии. Входил во фракцию правых, хотя по ряду вопросов, прежде всего экономических, занимал более умеренную позицию. Был членом финансовой думской комиссии. Внёс предложение об учреждении особого Дисциплинарного совета (или суда) из представителей всех фракций Думы для борьбы с несдержанностью депутатов; о мерах по предотвращению дальнейшего «оскудения дворянства»; о взимании подоходного налога; введении государственного страхования от неурожая; предлагал заинтересовать земства в уделении большего внимания сельскому хозяйству. В отличие от большинства правых депутатов, был противником прогрессивного налогообложения, видя в нем прямой путь к социализму. После раскола фракции в ноябре 1916 остался беспартийным.
В 1913—1915 годах состоял почётным мировым судьёй Козловского уезда и председателем комитета попечительства о народной трезвости, с 1913 по 1916 год был председателем Козловского уездного земского собрания.
Были напечатаны некоторые его сочинения: «Пособие для волостных судов, преобразованных по закону 12 июля 1889 г.» (Козлов, 1899); «Христианство и социализм» (Козлов, 1906); «Значение дворянства в современной России» (М., 1906); «Школа и государство» (СПб., 1907); «Ближайшая задача земства». 
В годы Первой мировой войны состоял заместителем представителя Думы в Особом совещании для обсуждения и объединения мероприятий по продовольственному делу (с 1915). После создания Прогрессивного блока обратился к его лидерам с открытым письмом, в котором призывал отказаться от политической борьбы на время войны. Считал что результатом противостояния с правительством станут:

Внутренняя междоусобица, забастовки, баррикады и прочие прелести, и несомненный результат всего этого – принятие самых позорных условий мира, сдача России торжествующему врагу... бесплодные жертвы – потоки крови, миллионы убитых и раненых людей…

Я нахожу возможным лишь один выход, представители «блока» должны заявить с трибуны Г. Думы: «Мы стремились провести ряд либеральных законопроектов, но около трети членов Г. Думы и около половины членов Г. Совета отказались к нам присоединиться; оставаясь верными нашей программе, мы проведем её по окончании войны, ныне же, не желая нарушать создавшееся единение всех фракций, обсуждение программы приостанавливаем... политические идеалы должны поблекнуть по сравнению с другим идеалом – независимой и целой великой Российской Империей».

В дни Февральской революции был в Петрограде, поддержал Временное правительство. Дальнейшая судьба неизвестна, по некоторым сведениям работал санитаром. Был женат.
Был награждён орденами Св. Анны 3-й (6.12.1899) и 2-й (1913) степеней, Св. Владимира 4-й степени (6.12.1910); медалью Красного Креста в память участия в деятельности Общества во время русско-японской войны (№ 40589).